# آنری بنار
آنری کلود بنار (انگلیسی: Henri Claude Bénard؛ زاده ۲۵ اکتبر ۱۸۷۴ درگذشته ۲۹ مارس ۱۹۳۹) یک فیزیک‌دان اهل فرانسه بود.